# Bruchus griseomaculatus
Bruchus griseomaculatus là một loài bọ cánh cứng trong họ Bruchidae. Loài này được Gyllenhal miêu tả khoa học năm 1833.